# Stockholms medeltidsmuseum

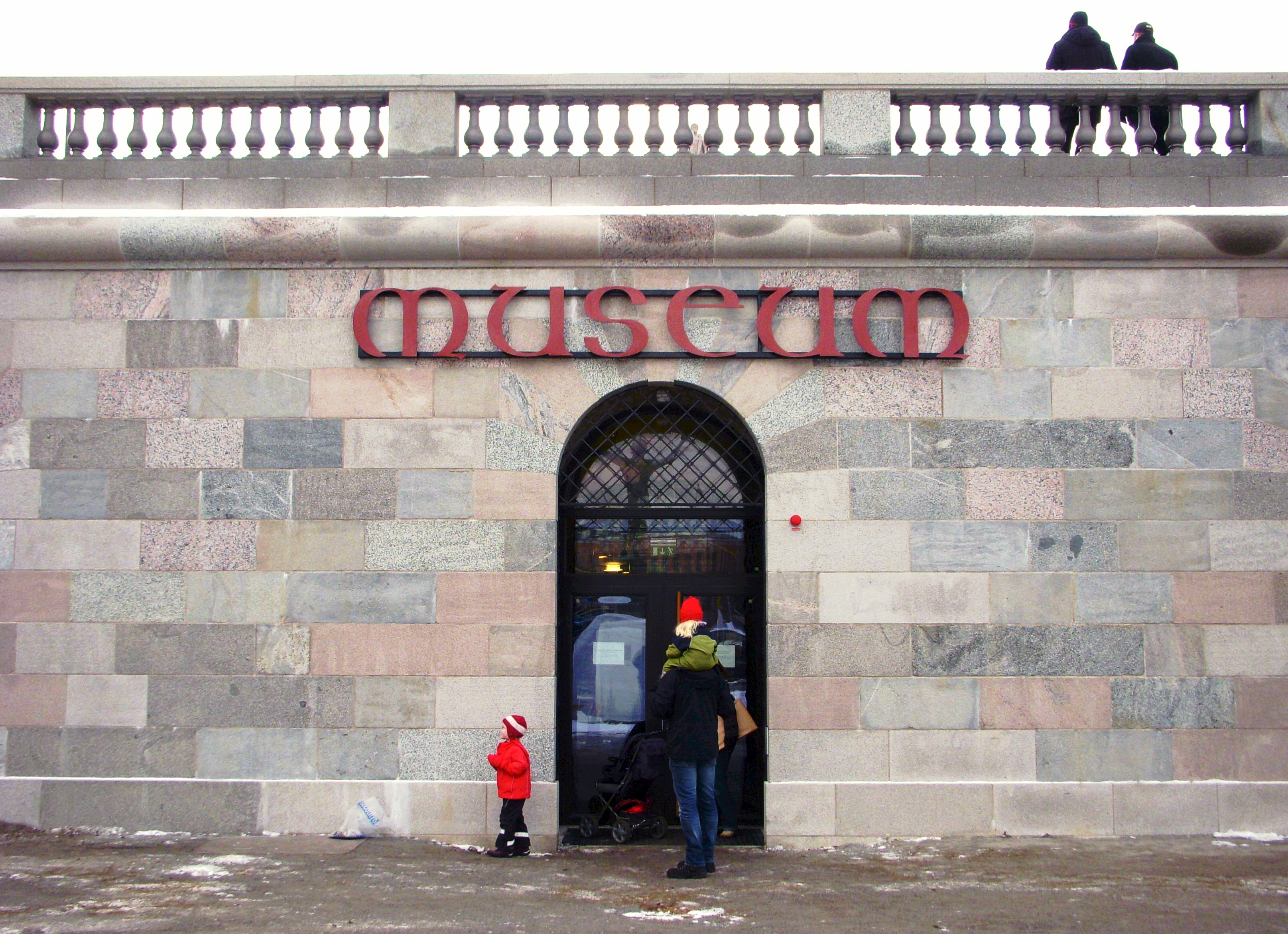
Eingang des Museums

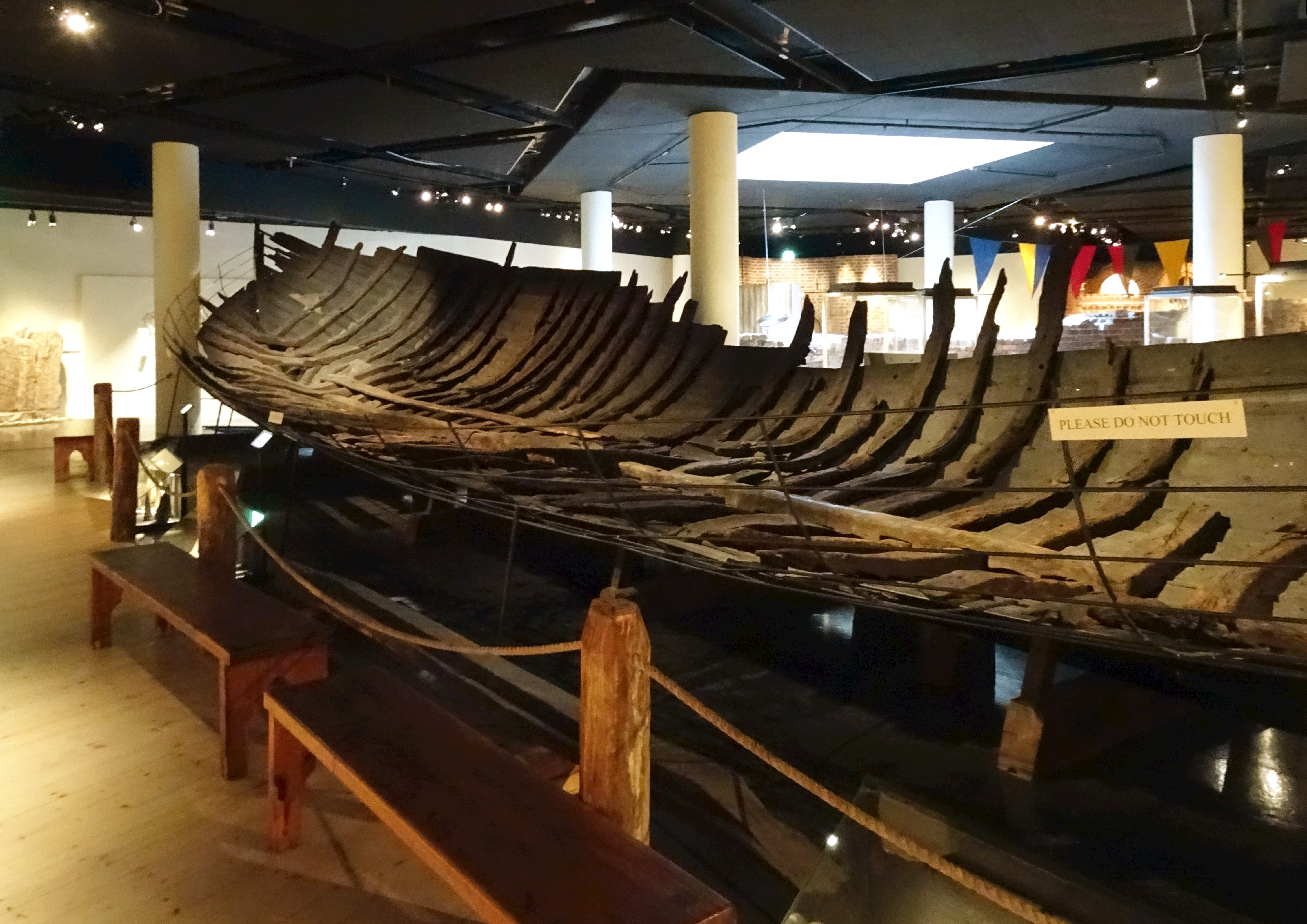
Riddarholmsskeppet

Stockholms medeltidsmuseum (deutsch Stockholmer Mittelaltermuseum) ist ein Museum in der schwedischen Hauptstadt Stockholm.
Das Museum befindet sich auf der Insel Helgeandsholmen, nördlich vom Stockholmer Schloss. In den späten 1970er Jahren wurden umfassende archäologische Ausgrabungen vor dem Reichstagsgebäude durchgeführt. Unter anderem hat man mittelalterliche Schiffe und einen Teil der alten Stadtmauer gefunden. Statt einer geplanten Tiefgarage wurde das Museum an dieser Stelle um die alten Monumente errichtet. Verantwortlich für die innovative Gestaltung des unterirdisch gelegenen Museums waren Museumsdirektorin Margareta Hallerdt und die Bildkünstlerin Kerstin Rydh. Die Eröffnung erfolgte 1986 und im selben Jahr wurde das Museum als Europäisches Museum des Jahres ausgezeichnet.
Zwischen 2007 und 2010 war das Museum aufgrund von Renovierungsarbeiten an der Brücke Norrbro geschlossen. Das Museum ist der mittelalterlichen Geschichte Stockholms gewidmet (1250er bis 1520er). In ihm finden verschiedene Themenausstellungen statt. Es befindet sich darin auch ein Museumsshop.